# Vladimír Menšík
Vladimír Menšík (tên khai sinh: Vladislav Menšík, sinh ngày 9 tháng 10 năm 1929 - mất ngày 29 tháng 5 năm 1988) là một diễn viên điện ảnh Tiệp Khắc. Ông đã tham gia cả thảy 150 bộ phim điện ảnh và truyền hình.
Vladimír Menšík là cha của nữ diễn viên điện ảnh Martina Menšíková.

## Tiểu sử và sự nghiệp

### Phim đã tham gia
- Váhavý střelec (1956) – poddůstojník
- Dědeček automobil (1956) – italský automechanik
- Những đêm tháng Chín (1957) – Trung sĩ Marčák
- Chó con (1957) – Václav Hampl
- Snadný život (1957) – Saxon
- Padělek (1957) – Toglar
- Konec jasnovidce (1957) – Vobrna
- Touha (1958) – kombajnista v povídce Anděla
- Tenkrát o vánocích (1958) – Lojza
- Hvězda jede na jih (1958) – Vostřák
- Dnes naposled (1958) – Kroc
- Probuzení (1959) – vrchní
- Ošklivá slečna (1959) – Štolfa
- Král Šumavy (1959) – Burdyška
- Hlavní výhra (1959) – Pavel
- Dařbuján a Pandrhola (1959) – opilec
- 105 % alibi (1959) – Kici
- Zlé pondělí (1960) – Mácha
- U nás v Mechově (1960) – šofér
- Přežil jsem svou smrt (1960) – kápo Hranáč
- Práče (1960) – Pekárek
- Pochodně (1960) – buldočí tajný
- Chlap jako hora (1960) – Kouba
- Procesí k Panence (1961) – Vladimír Kabourek
- Muž z prvního století (1961) – muž v baru
- Labyrint srdce (1961) – obtěžující muž
- Kolik slov stačí lásce (1961) – taxikář v povídkách Taxi, prosím a Zaza
- Hledá se táta (1961) – Standa
- Eman Fiala (dokumentární film, 1961)
- Vánice (1962) – lékárník
- Deštivý den (1962) – číšník
- Anička jde do školy (1962) – Šlechta
- Začít znova (1963) – Mechl
- Tchyně (1963) – Kadlec
- Mezi námi zloději (1963) – Bazan
- Až přijde kocour (1963) – školník
- Preclík (1964) – Lahvička
- Povídky o dětech (1964) – otec v povídce Magdalena
- Limonádový Joe aneb Koňská opera (1964) – barman
- Čintamani a podvodník (1964) – opilec v povídce Čintamani a ptáci
- Bláznova kronika (1964) – dvorní malíř
- Archimedov zákon (1964) – Čukanovský
- Volejte Martina (1965) – nadporučík VB v povídce Létající kolotoč
- Úplně vyřízený chlap (1965) – Lexa Pírko
- Třicet jedna ve stínu (1965) – Emil
- Strašná žena (1965) – Kouba
- Puščik jede do Prahy (1965) – hodinář
- Lásky jedné plavovlásky (1965) – Vacovský
- Hrdina má strach (1965) – tajemník
- Alibi na vodě (1965) – novinář
- Ženu ani květinou neuhodíš (1966) – příslušník SNB
- Vražda po našem (1966) – Emil
- Svatební cesta aneb Ještě ne, Evžene! (televizní film, 1966)
- Nahá pastýřka (1966) – kapitán Tronda
- Kdo chce zabít Jessii? (1966) – Kolbaba
- Hra bez pravidel (1966) – Pepi
- Flám (1966) – kamarád
- Autorevue (televizní film, 1966)
- Zmluva s diablom (1967) – Viktor
- Zločin a trik I. [televizní film, 1967)
- Přísně tajné premiéry (1967) – Matýsek
- Marketa Lazarová (1967) – Bernard
- Klec pro dva (1967) – Čenda
- Když má svátek Dominika (1967) – Honzíkův otec
- Happy end (1967) – Bedřich
- Všichni dobří rodáci (1968) – Jořka Pyřk
- Spalovač mrtvol (1968) – muž ženy v klobouku
- Raport (televizní film, 1968) – konfident Evžen
- Rakev ve snu viděti (1968) – kapitán Roj
- Naše bláznivá rodina (1968) – otec Solnička
- Maratón (1968) – Jarda
- Hříšní lidé města pražského [televizní seriál, 1968) – Rozštlapil v 5. dílu
- Bohouš (krátkometrážní televizní film, 1968) – Humhej
- Šest černých dívek aneb Proč zmizel Zajíc (1969) – vrátný
- Světáci (1969) – Novák
- Slasti Otce vlasti (1969) – Marsilio Rossi
- Přehlídce velím já (1969) – Holiš
- Panenství a kriminál (1969) – Souška
- Odvážná slečna (1969) – Robek
- Vražda ing. Čerta (1970) – Ing. Čert
- Rekviem za rytierov (1970) – Kropáček
- Radúz a Mahulena (televizní film, 1970) – Vratko
- Partie krásného dragouna (1970) – komisař Zdychynec
- Pane, vy jste vdova! (1970) – Bloom
- Na kometě (1970) – Silberman
- Luk královny Dorotky (1970) – porybný, radní, Kabrhel
- Ženy v ofsajdu (1971) – funkcionář fotbalové komise
- Touha Sherlocka Holmese (1971) – detektiv
- Slaměný klobouk (1971) – Nonancourt
- Pět mužů a jedno srdce (1971) – dr. Kořalník
- Kam slunce nechodí (televizní film, 1971) – Ondřej Andrýsek
- F.L.Věk (televizní seriál, 1971) – konšel Pinkava
- Cô gái trên cây chổi (1971) – upír v. v.
- Zlatá svatba (1972) – Pepa
- Rodeo (1972) – Vilda
- Lupič Legenda (1972) – Wohryzek
- Aféry mé ženy (1972) – sedlák v povídce Suvenýr z Paříže
- Zatykač na královnu (1973) – Černý
- Ba hạt dẻ dành cho nàng Lọ Lem (1973) – Vincek
- Poslední ples na rožnovské plovárně (1974) – prof. Čepelák
- Jak utopit dr. Mráčka aneb Konec vodníků v Čechách (1974) – Karel
- Hodíme se k sobě, miláčku? (1974) – Vencl
- Byl jednou jeden dům (televizní seriál, 1974)
- Tak láska začíná… (1975) – Rambousek
- Rodič (televizní film, 1975)
- Pomerančový kluk (1975) – Rána
- Plavení hříbat (1975) – Chrástek
- Můj brácha má prima bráchu (1975) – Vrána
- Hřiště (1975) – Louda
- Dva muži hlásí příchod (1975) – Pacholík
- Parta hic (1976) – Chochola
- Náš dědek Josef (1976) – Trdlifaj
- Bouřlivé víno (1976) – Michal Janák
- Zítra vstanu a opařím se čajem (1977) – Kraus
- Jak se budí princezny (1977) – Matěj
- Což takhle dát si špenát (1977) – Zemánek
- Ikarův pád (1977) – Táta
- Žena za pultem (1977) – vedoucí Karas
- Zlatí úhoři (televizní film, 1978)
- Skandál v Gri-Gri baru (1978) – poslanec Komorous
- Hoàng tử và ngôi sao Hôm (1978) – král
- Jen ho nechte, ať se bojí (1978) – rekvizitář
- Hrozba (1978) – Pavel Budil
- Brácha za všechny peníze (1978) – otec Zuzany
- Báječní muži s klikou (1978) – kabaretiér Šlapeto
- Lásky mezi kapkami deště (1979) – Bursík
- Křehké vztahy (1979) – Ropek
- Công chúa Arabela (televizní seriál, 1979) – Karel Majer
- Zločin na poště (televizní film, 1980) - strážmistr Brejcha
- Zralé víno (1981) – Michal Janák
- Víkend bez rodičů (1981) – Vaněk
- Zelená vlna (1982) – otec Labucy
- Když rozvod, tak rozvod (1982) – Arnošt Provazník
- Návštěvníci (televizní seriál, 1983) – příslušník VB
- Čestmír - Cậu bé biết bay (televizní seriál, 1983) – správce Trnka
- Jako kníže Rohan (televizní film, 1983) – Špáta
- Tažní ptáci (televizní film, 1983)
- Půl domu bez ženicha (1984) – Franc
- Jak se dělá smích (1984) – komentátor
- Děti zítřků (1984) – hejtman
- Mladé víno (1986) – Michal Janák
- Dobří holubi se vracejí (1987) – Honzíček
- Hurá za ním (1988) – kpt. Váňa

## Vinh danh
- Tháp Vladimír Menšík
- Nhà hàng cà phê Vladimír Menšík